# Сапіжанка (Львівський район)
Сапіжа́нка — село в Україні, у Кам'янка-Бузькій міській громаді, Львівського району Львівської області. До 2020 року села Дернів, Дальнич, Сапіжанка та Товмач підпорядковувалися Дернівській сільській раді, нині орган місцевого самоврядування — Кам'янка-Бузька міська громада. Населення становить 604 особи.

## Географія
Село Сапіжанка розташоване за 39 км від міста Львова — одночасно обласного та районного центру, а також за 2 км від адміністративного центру міської громади та 0,5 км до найближчої залізничної станції Сапіжанка. На півночі межує з Кам'янка-Бузькою, на півдні — селом Дернів та на заході з селом Товмач. Вздовж східної межі тече річка Кам'янка (інша назва Сосновець; ліва притока Західного Бугу).
Вулиці
У селі Сапіжанка налічується 5 вулиць.
- Володимира Великого
- Героїв Майдану
- Козака Євгена
- Механізаторів
- Станційна

## Населення
Станом на 1 січня 1939 року у селі Сапіжанка мешкало 480 осіб, з них: 10 українців, 30 поляків, 10 юдеїв та 430 німецьких колоністів. За даними всеукраїнського перепису населення 2001 року у селі мешкало 690 осіб, у 2021 році — 604 особи.
Мова
Розподіл населення за рідною мовою за даними перепису 2001 року був наступним:
| українська | 655 | 94,93 |
| російська  | 12  | 1,74  |
| угорська   | 23  | 3,33  |

## Історія
До 1946 року в селі мешкали німецькі колоністи, які у 1938—1941 роках проводили будівництво кірхи, яка не була освячена, в ній не служилося. За радянських часів приміщення кірхи використовувалося як склад та цех для переробки плодів. Тоді споруда горіла і була майже знищена. У 1991 році стараннями отця-декана Володимира Касіяна була зареєстрована громада УГКЦ. 12 липня 1993 року відбулося освячення храму на честь верховних апостолів Петра і Павла. Першим парохом у 1993-2000 роках був о. Андрій Мацьків, від 2001 року у церкві править о. Ігор Вороняк.